# Тејлорс Ајланд (Мериленд)
Тејлорс Ајланд (енгл. Taylors Island) насељено је место без административног статуса у америчкој савезној држави Мериленд.

## Демографија
По попису из 2010. године број становника је 173.
| Група             | 2000.    | 2010.       |
| Белци             | 0 (0,0%) | 159 (91,9%) |
| Афроамериканци    | 0 (0,0%) | 4 (2,3%)    |
| Азијати           | 0 (0,0%) | 1 (0,6%)    |
| Хиспаноамериканци | 0 (0,0%) | 6 (3,5%)    |
| Укупно            | 0        | 173         |